# Swetlana Lessewa
Swetlana Lessewa (bulgarisch Светлана Лесева, engl. Transkription Svetlana Leseva, geb. Исаева – Issaewa – Isaeva; * 18. März 1967 in Michajlowo, Oblast Wraza) ist eine ehemalige bulgarische Hochspringerin.
Bei den Europameisterschaften 1986 in Stuttgart gewann sie Silber. Bei den Weltmeisterschaften 1987 in Rom wurde sie Siebte und bei den Europameisterschaften 1990 in Split Neunte.
Bei den Weltmeisterschaften 1991 in Tokio und bei den Olympischen Spielen 1992 in Barcelona schied sie in der Qualifikation aus. Jeweils auf den siebten Platz kam sie bei den Europameisterschaften 1994 in Helsinki und bei den Weltmeisterschaften 1995 in Göteborg.
1990 wurde sie bulgarische Meisterin im Freien, 1995 in der Halle.
Swetlana Lessewa ist 1,77 m groß und wog zu Wettkampfzeiten 61 kg. Sie ist mit dem Stabhochspringer Delko Lessew verheiratet.

## Persönliche Bestleistungen
- Hochsprung: 2,00 m, 8. August 1987, Drama
  - Halle: 1,94 m, 16. Februar 1994, Piräus